# سومین جشنواره بازی‌های رایانه‌ای تهران
سومین جشنواره بازی‌های رایانه‌ای تهران ۱۴ اردیبهشت ۹۲ کار خود را آغاز کرد. همانند سال‌های پیش جشنواره همزمان با نمایشگاه بازی‌های رایانه‌ای برگزار شد. آثار ارسالی در دو بخش بازی‌های مستقل و غیر مستقل به رقابت پرداختند.

## داوران جشنواره
- سید علی سیداف
- یاسر ژیان
- سهیل دانش اشراقی
- آرش رادکیا
- امیر محمد دهستانی
- میر حسین حسینیان
- هادی اسکندری
- امیر محمدرضایی
- نورا حق‌پرست
- مصطفی رحماندوست
- مهدی زنگنه
- پیام آزادی
- سید محمود رضا موسوی نژاد

## آثار جشنواره
| نام اثر                      | سازنده                            |
| ---------------------------- | --------------------------------- |
| صدای فراموش شده (۱): مکاشفه  | رسانا شکوه کویر                   |
| مسیر عشق، زیر صفر            | رسانا شکوه کویر                   |
| جاده‌های نبرد                 | چنگ پژمان پارسه                   |
| آسمان دژ ۲                   | توسعه گر شبیه‌ساز                  |
| فایدیم                       | سبحان پایاپند                     |
| عصر پادشاهان                 | مهدی انجیدنی                      |
| گوگامال                      | کنام سیمرغ آریا                   |
| میراث                        | آریا ویژن پایا                    |
| گرز                          | ایواک                             |
| عملیات انهدام ۲: نبرد خرمشهر | رسانه گستر بنیسی                  |
| شکارچی سیاره                 | یگانه افزار پویا                  |
| ذوالفقار                     | مؤسسه رسانه پرداز آمیتیس          |
| بی ترمز                      | سید محمد حسین طباطبایی            |
| رسالت نوح                    | بنیامین سالاری                    |
| آخرین نبرد                   | ایمان یونسی                       |
| ناورد                        | فناوران دنیای واقعیت مجازی        |
| آرش کماندار                  | مؤسسه فرهنگی و اطلاع‌رسانی تبیان   |
| فرار توپ‌ها                   | تیم بازی سازی هفت                 |
| بینگو                        | امیر حسام حیدری عدلی              |
| ناپایا                       | حسن متقی گلشن                     |
| سیم‌های خطرناک                | ندای زیبا آفرینان                 |
| تخم مرغ، اوه                 | آنو رسانه هنر                     |
| فوتبال انگشتی                | اشکان سعیدی مزده                  |
| چرخ دنده‌ها                   | محمد صادق هویت طلب برومند         |
| گیلمو                        | حسن متقی گلشن                     |
| مفت خورها                    | بهنام رضی پور                     |
| وفادار                       | سید محمدرضا مصطفوی                |
| شهر من                       | محبوبه محسنی                      |
| مزرعه شادی                   | سید طه رسولی                      |
| افسانه نوروز                 | مؤسسه فرهنگی و اطلاع‌رسانی تبیان   |
| حملهٔ تک چشم‌ها                | مؤسسه فرهنگی و اطلاع‌رسانی تبیان   |
| سیاره کله بشقابی‌ها           | مؤسسه فرهنگی و اطلاع‌رسانی تبیان   |
| عملیات جیبی                  | محمد واعظی نژاد                   |
| پسر فراری                    | سعید رسولی                        |
| مار تندرو                    | مؤسسه فرهنگی و اطلاع‌رسانی تبیان   |
| راه عنکبوتی                  | میلاد زرین دخت                    |
| سوپر غول‌های گرسنه            | آیدین ذوالقدر                     |
| توپ گمشده                    | سید مصطفی کیوانیان                |
| توپ توپ ۳                    | کوشا شقاقی                        |
| وی گی اسفنج با هوش           | امید علی‌زاده                      |
| نیسان شگفت‌انگیز              | مجتبی مطهری                       |
| راه قهرمانی                  | مؤسسه فرهنگی و اطلاع‌رسانی تبیان   |
| موتور عمو پستچی              | اقتدار کوشان                      |
| بیست سؤالی                   | پیشگامان یارا کیش                 |
| قلمرو آریا                   | حسن نجفی                          |
| ماجرای آوا                   | مجتبی رجبی                        |
| تعادل                        | بهرام برقعی                       |
| حمله خفاشی                   | احسان صیاد                        |
| خیابان‌های خونین              | رضا هوشنگی                        |
| پیچ                          | هادی عبداللهی، حامد حیدری         |
| شکست حصر (حماسه ذوالفقاری)   | اویس میرزا قیطاقی                 |
| فریاد آزادی: تنگستان         | بهزاد خورسند غفاری                |
| هیولا رو بگیر                | بازی نگار نواندیش                 |
| مرغ مدافع                    | محسن پیری زاده                    |
| شیرجه شجاع                   | کیمیا رسانه پویا                  |
| دینگو                        | ندای زیبا آفرینان                 |
| زمین ۲۱۲۴                    | مؤسسه فرهنگی و اطلاع‌رسانی تبیان   |
| طوطی کشاورز                  | محمد ملا محمد                     |
| به کرم غذا بده!              | سید محمد حسین طباطبایی            |
| توپ آتشین                    | مهدی ربیعی                        |
| دوز                          | بهرام برقعی                       |
| گیگلابا                      | سپهر پژوهش                        |
| گرنی و گریم                  | زینب السادات موسوی                |
| جاذبه                        | سید محمد حسین طباطبایی            |
| عشق و نفرت                   | امیرعباس میثمی                    |
| گارد هیول ۲                  | کوشا شقاقی                        |
| در میان                      | محمد امینی                        |
| مجموعه بازیهای کلاه قرمزی    | بهناز معمارزاده                   |
| دانشمندان کوچک               | مؤسسه فرهنگی و اطلاع‌رسانی تبیان   |
| مچتریا                       | پیشگامان یارا کیش                 |
| ریاضی                        | مرکز علمی علمدار دانش آموزی زنجان |
| آینه‌ها                       | رسانا افزار شریف                  |
| موریا                        | محسن پیری زاده                    |
| آقای هت                      | امیر اتابک محمدی                  |
| بهترین دوست من               | کهکشان الکترونیک                  |
| پنگوئن                       | رسانا افزار شریف                  |
| لوله کشی                     | رسانا افزار شریف                  |
| پرنسس و قورباغه              | رسانا افزار شریف                  |
| استان‌ها                      | رسانا افزار شریف                  |
| "ق"                          | سید محمد حسین طباطبایی            |
| راک                          | یوسف احمدزاده                     |
| برس به x                     | بهرام برقعی                       |
| سهم: دستان تاریکی            | محسن نصاری                        |
| مأموریت ویژه                 | مرکز علمی علمدار دانش آموزی زنجان |
| نجات سوریه                   | مرکز علمی علمدار دانش آموزی زنجان |
| تپ تپ گلکسی                  | پیشگامان یارا کیش                 |
| تله ران                      | پیشگامان یارا کیش                 |
| ماشین نابودگر                | مهدی ربیعی                        |
| حماسه خلیج فارس              | طنین جاودان آدرین                 |
| بازگشت                       | چشمه رنگین هنر                    |
| مختصات اعداد                 | مرکز علمی علمدار دانش آموزی زنجان |
| تانک کوچولو                  | مبین رسانه پویا                   |
| قهرمان ما                    | آنو رسانه هنر                     |
| سرعت بیشتر نسخه جهانی        | نوآوران دنیای پارسیان             |
| اکسیر سعادت                  | مؤسسه فرهنگی و اطلاع‌رسانی تبیان   |
| پرونده لبنانی                | مؤسسه فرهنگی و اطلاع‌رسانی تبیان   |
| پشه کش                       | رسانا افزار شریف                  |
| خرگوش شکمو                   | رسانا افزار شریف                  |
| زاغ و روباه                  | مرکز علمی علمدار دانش آموزی زنجان |
| زنبور بازیگوش                | علی سوزنده                        |
| سیاره میترا                  | رسانا افزار شریف                  |
| علی بابا (آخرین گنجینه)      | مؤسسه فرهنگی و اطلاع‌رسانی تبیان   |
| غواص                         | رسانا افزار شریف                  |
| نقطه بازی                    | رسانا افزار شریف                  |

## جوایز
در اختتامیه جشنواره برندگان در بخش‌های «بخش هنری»، «بخش موسیقی و صدا»، «بخش طراحی بازی»، «بخش فنی» و «بازی سال» معرفی شدند.

### بازی سال
بازی آسمان دژ ۲ به عنوان بازی سال ۹۲ در سومین جشنواره بازی‌های رایانه‌ای انتخاب شد.

### بخش هنری
کاندیدای بخش طراحی و اجرای هنری بازی بزرگ مستقل
- خیابان خونی
- عشق و نفرت، لوح تقدیر (پروانه فرازنده، هانیه جهانشاهی)
- قهرمان ما، دیپلم افتخار (نیما آباده)

کاندیدای بخش طراحی و اجرای هنری بازی بزرگ غیر مستقل
- بیداری
- شکارچی سیاه
- فریاد آزادی

کاندیدای بخش طراحی و اجرای هنری بازی Casual مستقل
- تله ران، تندیس غزال زرین (فاطمه کشفی)
- راه عنکبوتی، دیپلم افتخار (آرش صالحه)
- فانوس
- مفت خورها
- مچتریا
- ماجرای آوا، لوح تقدیر (مجتبی رجبی)

کاندیدای بهترین سینماتیک بازی بزرگ مستقل
- خیابان خونی
- قهرمان ما، لوح تقدیر (نیما آباده)

کاندیدای بهترین سینماتیک بازی بزرگ غیر مستقل
- بیداری
- زمین ۲۱۲۴

### بخش موسیقی و صدا
کاندیدای بخش طراحی صدا و صداگذاری بازی بزرگ مستقل
- خیابان خونی، برنده لوح تقدیر (حمیدرضا انصاری)

کاندیدای بخش طراحی صدا و صداگذاری بازی بزرگ غیر مستقل
- بیداری: خاکسترهای سوزان، دیپلم افتخار (مهرداد اسماعیلی پور)
- فریاد آزادی، تندیس غزال زرین (احسان ابراهیم‌زاده)

کاندیدای بخش طراحی صدا و صداگذاری بازی Casual مستقل
- تپ تپ گلکسی
- راه عنکبوتی، برنده دیپلم افتخار (سینا مجیدی)
- کلاه قرمزی
- ماجرای آوا
- مفت خورها

کاندیدای موسیقی بازی بزرگ مستقل
- خیابان خونی، لوح تقدیر (حمیدرضا انصاری)
- صدای فراموش شده، دیپلم افتخار (احمد ذقاقی)

کاندیدای موسیقی بازی بزرگ غیر مستقل
- بیداری: خاکسترهای سوزان، تندیس غزال زرین (مهرداد اسماعیلی پور)

کاندیدای موسیقی بازی Casual مستقل
- تله ران، لوح تقدیر (آیدین رادکیا)
- راه عنکبوتی

### بخش طراحی بازی
کاندیدای طراحی بازی، بازی بزرگ مستقل
- آقای هت، لوح تقدیر (امیر اتابک محمدی)
- خیابان خونی، تندیس غزال زرین (شروین رحیمی راد)
- عشق و نفرت، دیپلم افتخار (امیرعباس میثمی، شیرین عبدالحمیدی)

کاندیدای طراحی بازی، بازی بزرگ غیر مستقل
- بیداری: خاکسترهای سوزان، غزال زرین (طه رسولی، شروین استادزاده)
- جاده‌های نبرد

### بخش فنی
کاندیدای فنی بازی بزرگ مستقل
- خیابان خونی، لوح تقدیر (رضا هوشنگی)

کاندیدای فنی بازی بزرگ غیر مستقل
- تراتئون
- جاده‌های نبرد، دیپلم افتخار (سجاد بیگ جانی)
- شکارچی سیاره
- فریاد آزادی
- مبارزه در خلیج عدن: مدار ۱۰ درجه، دیپلم افتخار (امید صادق وند)

کاندیدای فنی بازی Casual مستقل
- تخم مرغ اوه
- کلاه قرمزی
- گیلمو
- ماجرای آوا، دیپلم افتخار (مجتبی رجبی)
- ماشین نابودگر
- مچتریا
- مزرعه شادی

### کاندیدهای بهترین بازی
کاندیدای بهترین بازی Casual مستقل
- تله ران
- راه عنکبوتی، شایسته تقدیر (میلاد زرین دخت)
- ماجرای آوا، دیپلم افتخار (مجتبی رجبی)
- مچتریا، شایسته تقدیر (وحید محمودیان)

کاندیدای بهترین بازی بزرگ مستقل
- خیابان خونی، غزال زرین (رضا هوشنگی)
- عشق و نفرت، دیپلم افتخار (امیرعباس میثمی)
- قهرمان ما

کاندیدای بهترین بازی بزرگ غیر مستقل
- بیداری: خاکسترهای سوزان، دیپلم افتخار (حسن کریمی)
- جاده‌های نبرد
- فریاد آزادی، لوح تقدیر (بهزاد خورسند)

کاندیدای بهترین بازی آنلاین
- آسمان دژ ۲، غزال زرین (فرزام ملک آرا)
- شهرنشینان، لوح تقدیر (محمدرضا کاغذگریان)
- گرز

### بخش بازینامه
بهترین بازی‌نامه بیداری اسلامی نگاه ویژه
- بیداری: خاکسترهای سوزان، متین ایزدی)

بازی‌نامه دفاع مقدس
- پرواز دوران، جایزه اول (امیر رضا عابدینی)
- عملیات کرکوک، جایزه دوم (حسن کریمی)

بازی‌نامه آزاد
- لولو، جایزه اول (ماکان علیخانی)
- پرونده ابر سیاه، جایزه دوم (شروین استادزاده)

تندیس بهترین بازی‌نامه
- جای خالی، سید حسام صادقی اصل